# Tramlijn 3 (Brussel)
De Brusselse premetro- en tramlijn 3 uitgebaat door de MIVB verbond sinds 4 september 2000 de halte Esplanade (op de grens van Laken en Strombeek-Bever) met de halte Churchill (Ukkel). Deze lijn was van 2 juli 2007 tot 30 juni 2008 tijdelijk opgeheven. De kenkleur van deze lijn was lichtgroen. De lijn werd op 23 september 2024 definitief opgeheven en het traject werd overgenomen, door twee nieuwe tramlijnen, lijn 10 tussen Heembeek en Churchill en lijn 35 tussen Esplanade en Weldoeners. Het lijnnummer 3 wordt daarna voorbehouden voor de geplande metrolijn 3.
Er was al eerder een tramlijn 3 geweest in Brussel: In 1935 was de route 3: Schaarbeek station – Verboekhovenplein – Schaarbeeksepoort – Park – Naamsepoort – Louizaplein – Louizalaan – Bosch.

## Traject
Esplanade - De Wand - Araucaria - Braambosjes - Heembeek - Van Praet - Docks Bruxsel - Mabru - Jules De Trooz - Masui - Thomas - Noordstation - Rogier - De Brouckère - Beurs - Grote Markt - Anneessens-Fontainas - Lemonnier - Zuidstation - Hallepoort - Sint-Gillisvoorplein - Horta - Albert - Berkendaal - Vanderkindere - Churchill.

## Bijzonderheden
Het lijnnummer van de tram die in 2000 werd geactiveerd verwijst naar de oorspronkelijk geplande Brusselse metrolijn 3, die voor een deel overeenkomt met het traject van tramlijn 3 tussen 2000 en 2024.

Filmrol van tramlijn 3 (v. 2006) op PCC 77xx/78xx

Na de onderbreking tussen 2007 en 2008 zijn enkel de lijnen 3 en 4 overgebleven in de noord-zuidverbinding wat toeliet de frequentie te verhogen. Beide lijnen kregen tijdens de spitsuren een frequentie van 6 minuten en werden door moderne lagevloertrams (T3000/T4000) bediend.
Op 31 augustus 2009 wisselden de noordelijke eindpunten van trams 3 en 4. Waar lijn 3 voorheen beperkt was tot het Noordstation, reed deze nadien door tot aan Esplanade. Tegelijk werd de lange reisweg van lijn 4 ingekort tot het Noordstation. Door deze ingreep werden de trajecten van tram 3 en 4 min of meer gelijk in afstand. In 2024 werd lijn 3 dus afgevoerd, en vervangen door een kort traject van lijn 35 en een langere lijn 10 met een deels volledig nieuw traject.

## Materieel
Voor 2007 werd hij zowel met moderne lagevloertrams (type T3000) als met oudere, tweedelige PCC-trams (type T7700/7800) gereden, het resultaat van de tijdelijke fusie met tramlijn 25. Bij zijn terugkeer in 2008 en tot 2024 was tramlijn 3 geheel op eigen bedding en werd door trams van het type T4000 bediend.
Stations: Noordstation · Rogier · De Brouckère · Beurs - Grote Markt · Anneessens-Fontainas · Lemonnier · Zuidstation · Hallepoort · Sint-Gillisvoorplein · Horta · Albert

Projecten: Toots Thielemans 

Lijnen:         